# Drunk (and I Don't Wanna Go Home)
Drunk (and I Don't Wanna Go Home) è un singolo delle cantanti statunitensi Elle King e Miranda Lambert, pubblicato il 26 febbraio 2021 come primo estratto dal terzo album in studio di King Come Get Your Wife.

## Descrizione
Il brano è stato scritto dalla stessa King con Martin Johnson e prodotto da quest'ultimo con Brandon Paddock.

## Video musicale
Il video musicale del brano è stato reso disponibile in concomitanza con la sua uscita.

## Esibizioni dal vivo
King e Lambert si sono esibite per la prima volta dal vivo con la canzone il 18 aprile 2021 agli ACM Awards, come esibizione d'apertura.

## Tracce
1. Drunk (and I Don't Wanna Go Home) – 4:05

## Classifiche
| Classifica (2021) | Posizione massima |
| ----------------- | ----------------- |
| Canada            | 73                |
| Stati Uniti       | 37                |